# Olive de Nîmes
Les olives de Nîmes sont protégées par une appellation d'origine contrôlée (AOC) depuis un décret pris par l'INAO, le 2 mai 1995 et reconnues par l'Europe comme une Appellation d'origine protégée.
La culture et la transformation des olives dans le pays de Nîmes sont inscrits à l'Inventaire du patrimoine culturel immatériel français depuis 2020.

## Historique

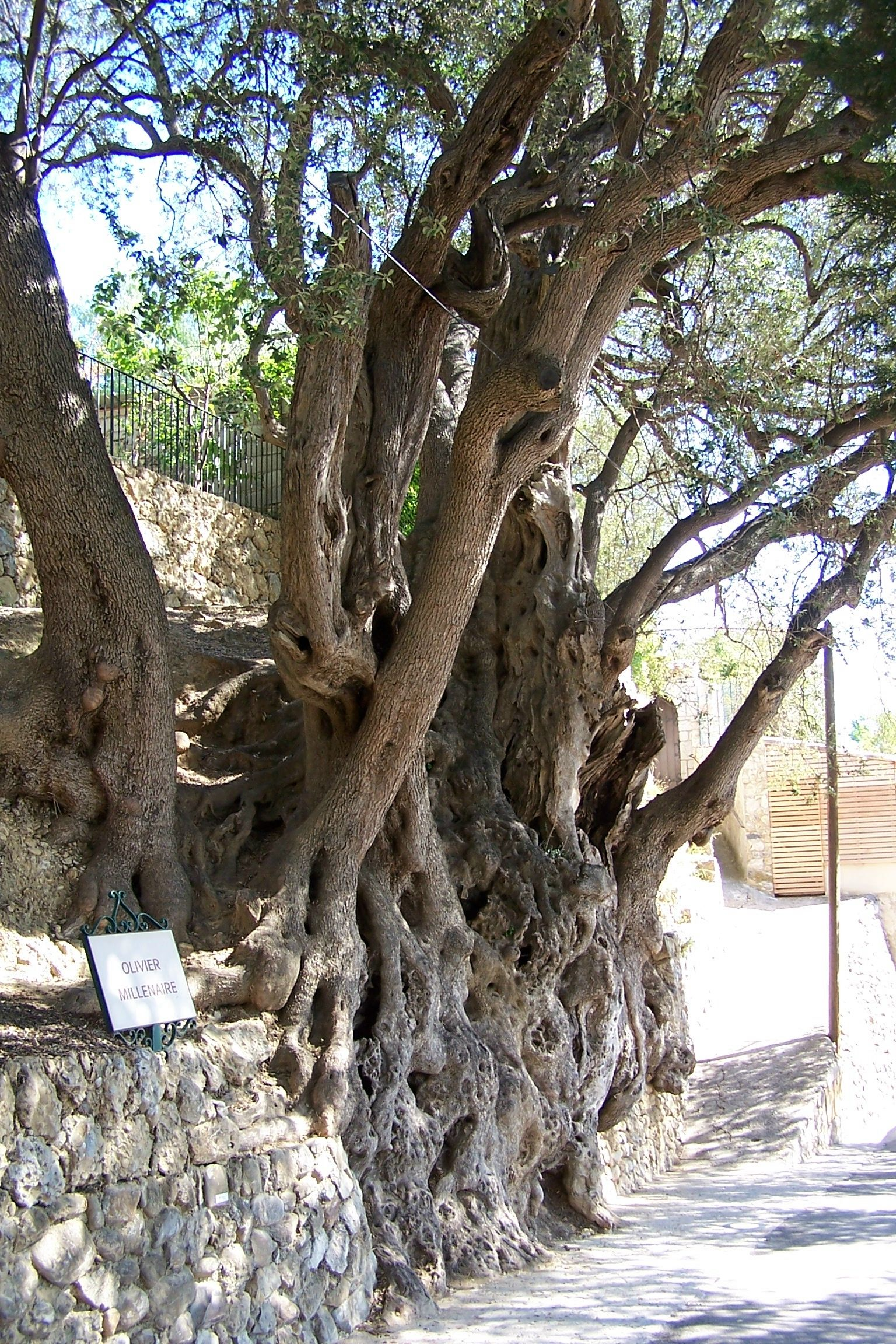
L'Olivier millénaire à Roquebrune-Cap-Martin.

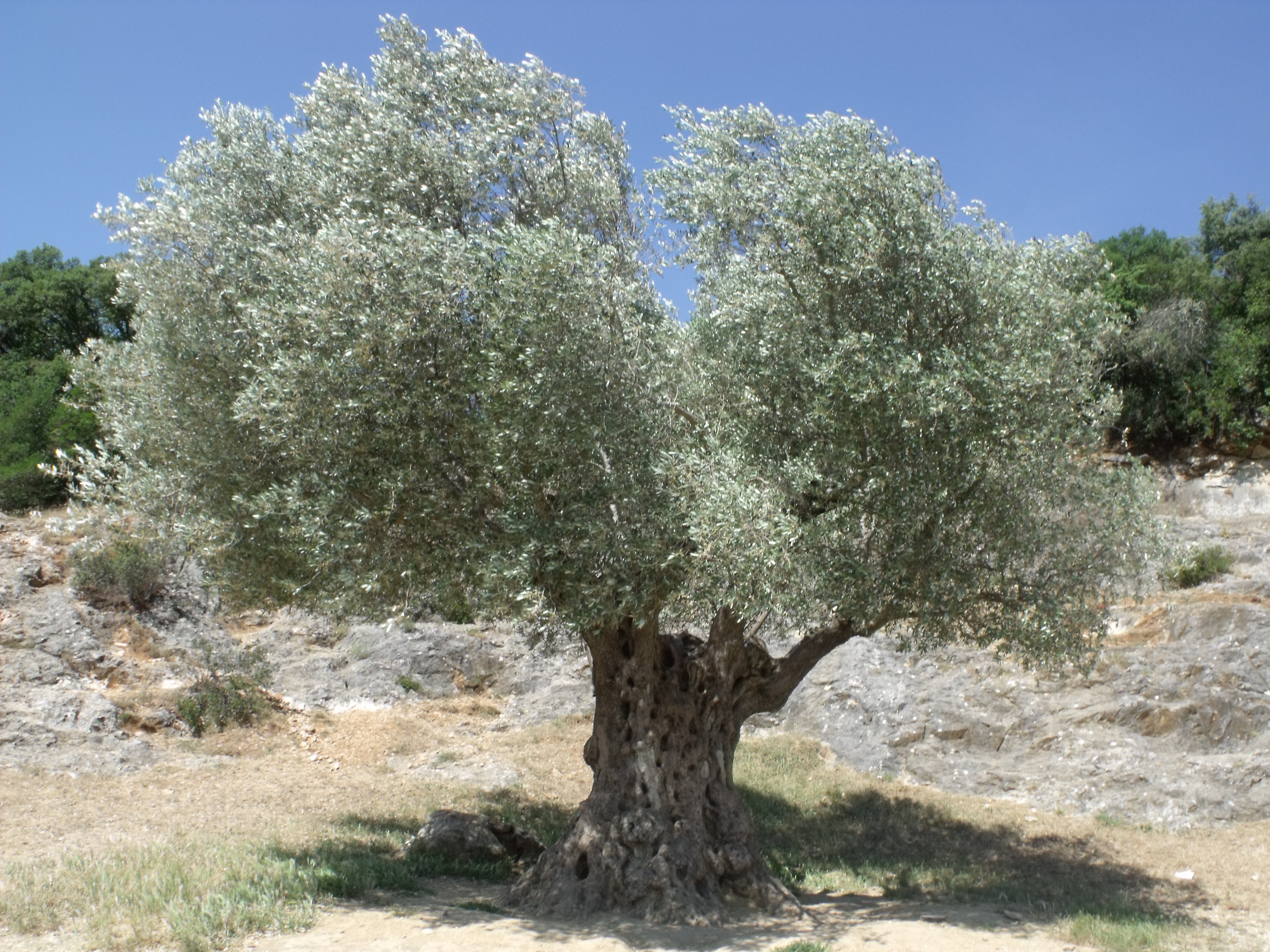
Olivier millénaire d'origine espagnole au Pont-du-Gard.

Les recherches archéologiques ont montré que l'olivier sauvage était présent dans le bassin méditerranéen, il y a plus de 60 000 ans. En France, des pollens fossiles ont été identifiés à Tautavel et des feuilles fossilisées datées de 8 000 ans avant notre ère, ont été retrouvées à Roquevaire et à la Sainte-Baume. En dépit des aléas climatiques, on dénombre quelques oliviers millénaires, dont ceux de Roquebrune-Cap-Martin (cf. l'Olivier millénaire). Il existe au Pont-du-Gard, un olivier né en l'an 908, originaire d'Espagne, qui a été planté sur l'initiative du Conseil Général, le 23 septembre 1988.
Justin, dans son Abrégé des histoires philippiques (Historiarum Philippicarum, Livre XLIII, chap. IV,1-2), un ouvrage qu'il présente dans sa préface comme un florilège des passages les plus importants et les plus intéressants du volumineux Historiæ phillippicæ et totius mundi origines et terræ situs rédigé par Trogue Pompée à l’époque d’Auguste, explique : « Sous l'influence des Phocéens, les Gaulois adoucirent et quittèrent leur barbarie et apprirent à mener une vie plus douce, à cultiver la terre et à entourer les villes de remparts. Ils s'habituèrent à vivre sous l'empire des lois plutôt que sous celui des armes, à tailler la vigne et à planter l'olivier, et le progrès des hommes et des choses fut si brillant qu'il semblait, non pas que la Grèce eût émigré en Gaule, mais que la Gaule eût passé dans la Grèce ».

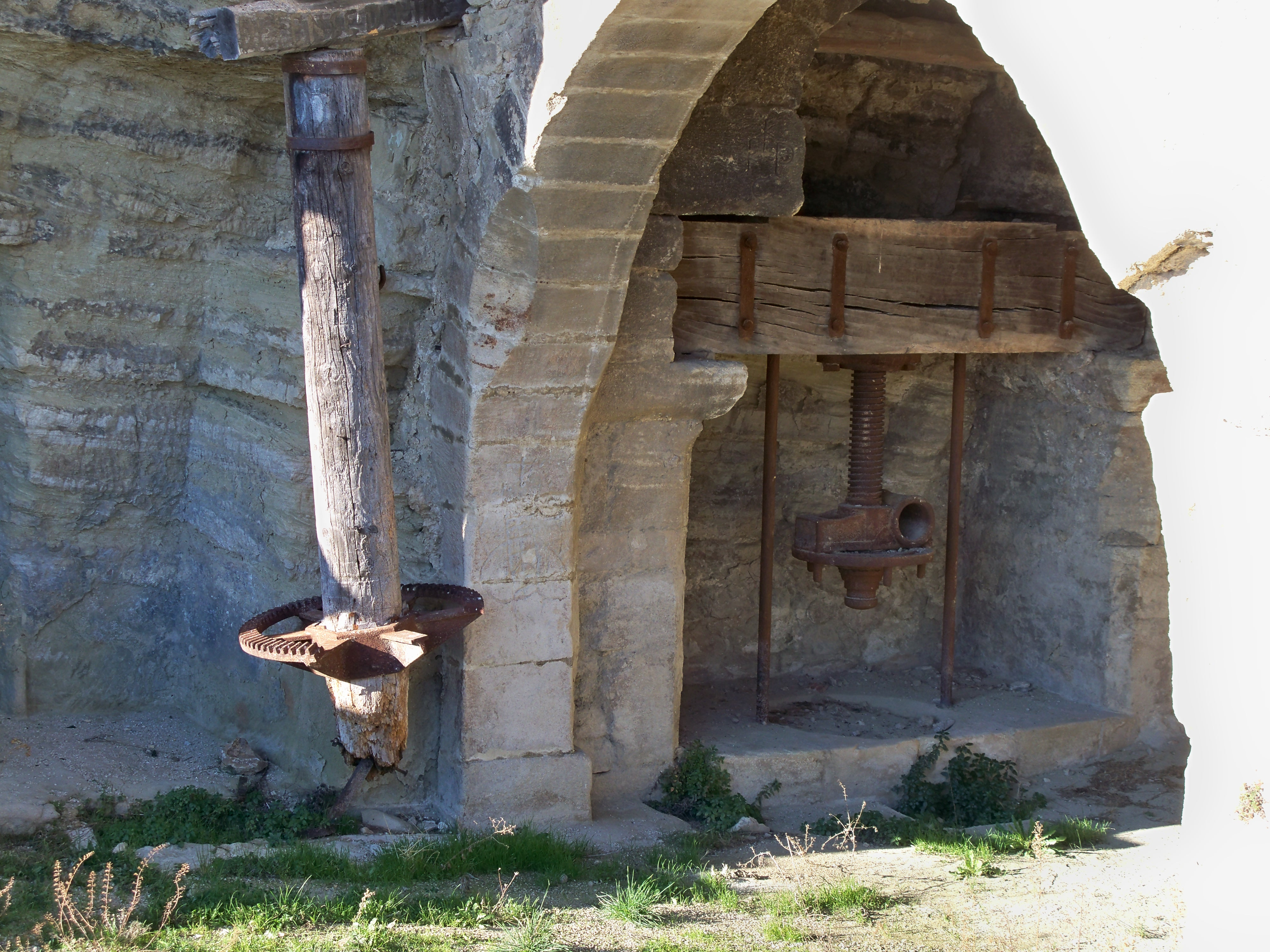
Moulin à huile troglodityque.

La colonisation romaine, tant dans la Provincia qu'en Narbonnaise, étendit la culture de l'olivier à tout le sud de la Gaule. De nombreuses traces archéologiques en attestent de Carcassonne à Vaison-la-Romaine en passant par Glanum. Tout au cours du Moyen Âge, il fut cultivé dans tous les villages du Midi de la France. Chacun avait un moulin à huile, dont quelques-uns ont été conservés. 
À partir du XVIIIe siècle, la culture de l'olivier devient prépondérante dans l'économie du Roussillon du Languedoc et de la Provence. De véritables oliveraies sont mises en place remplaçant les oliviers plantés au milieu d'autres cultures en particulier la vigne.

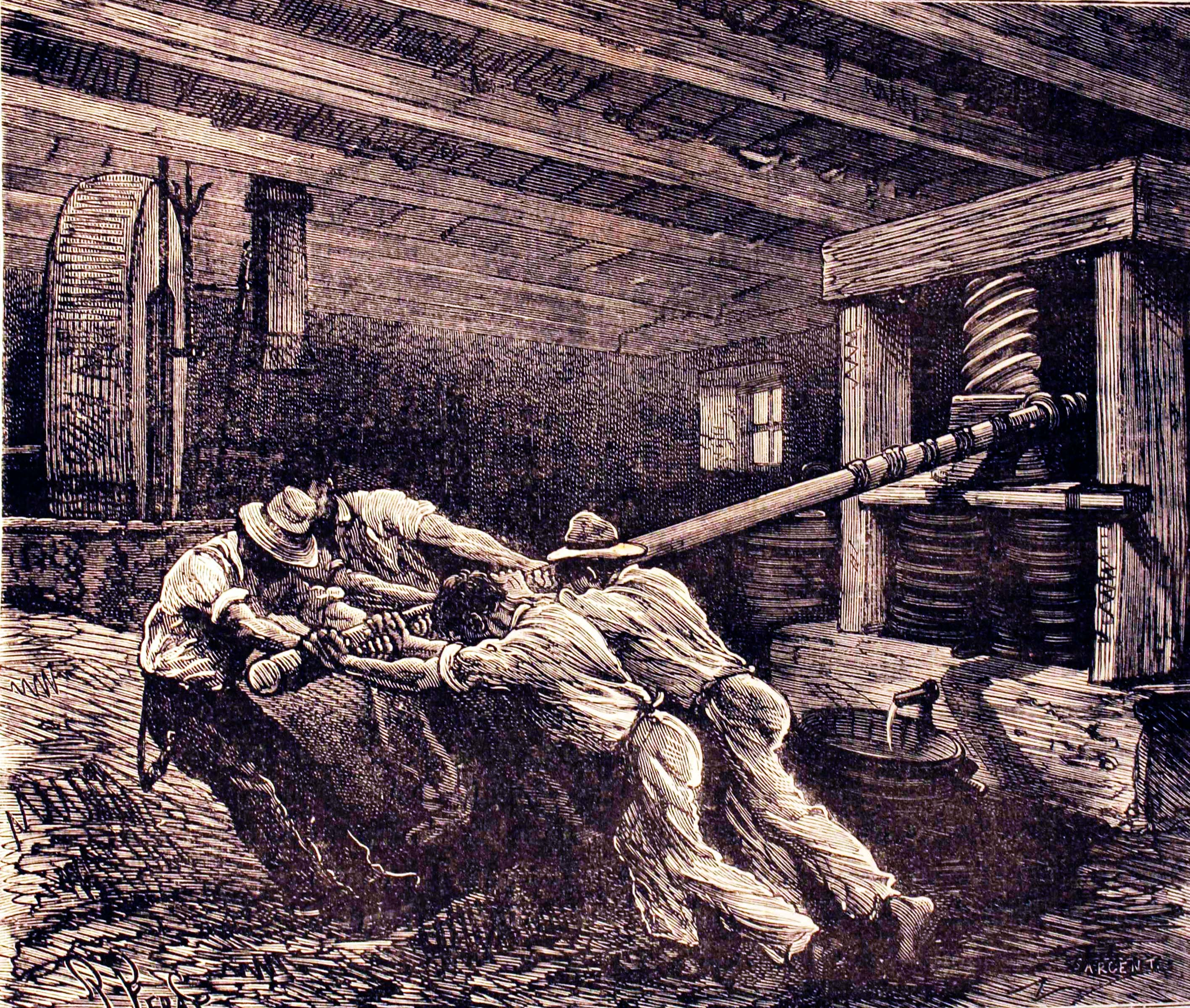
Pressoir à olives au XIXe siècle.

Avant l'apparition du phylloxéra, qui marqua une régression de l'oléiculture à la fin du XIXe siècle pour récupérer des terres non infestées, la France comptait 26 000 000 d'oliviers plantés sur 168 000 hectares. La concurrence des huiles de graines, les gels, dont celui de 1929, puis l'exode rural, accélérèrent le processus jusqu'àu gel catastrophique de 1956. À cette époque, il y avait encore 8 000 000 d'oliviers couvrant 50 000 hectares. Après février 1956, il ne resta plus en production que 20 000 hectares avec 3 000 000 d'oliviers.
Ce ne fut qu'à partir des années 1980, grâce aux découvertes des avantages dus au régime méditerranéen que l'oléiculture en France reprit vigueur. Depuis à cela s'est ajouté l'agro-tourisme, où l'olivier et ses productions jouent un rôle essentiel.

## Zone de production
La zone de production s'étend sur deux départements :
Gard 184 communes

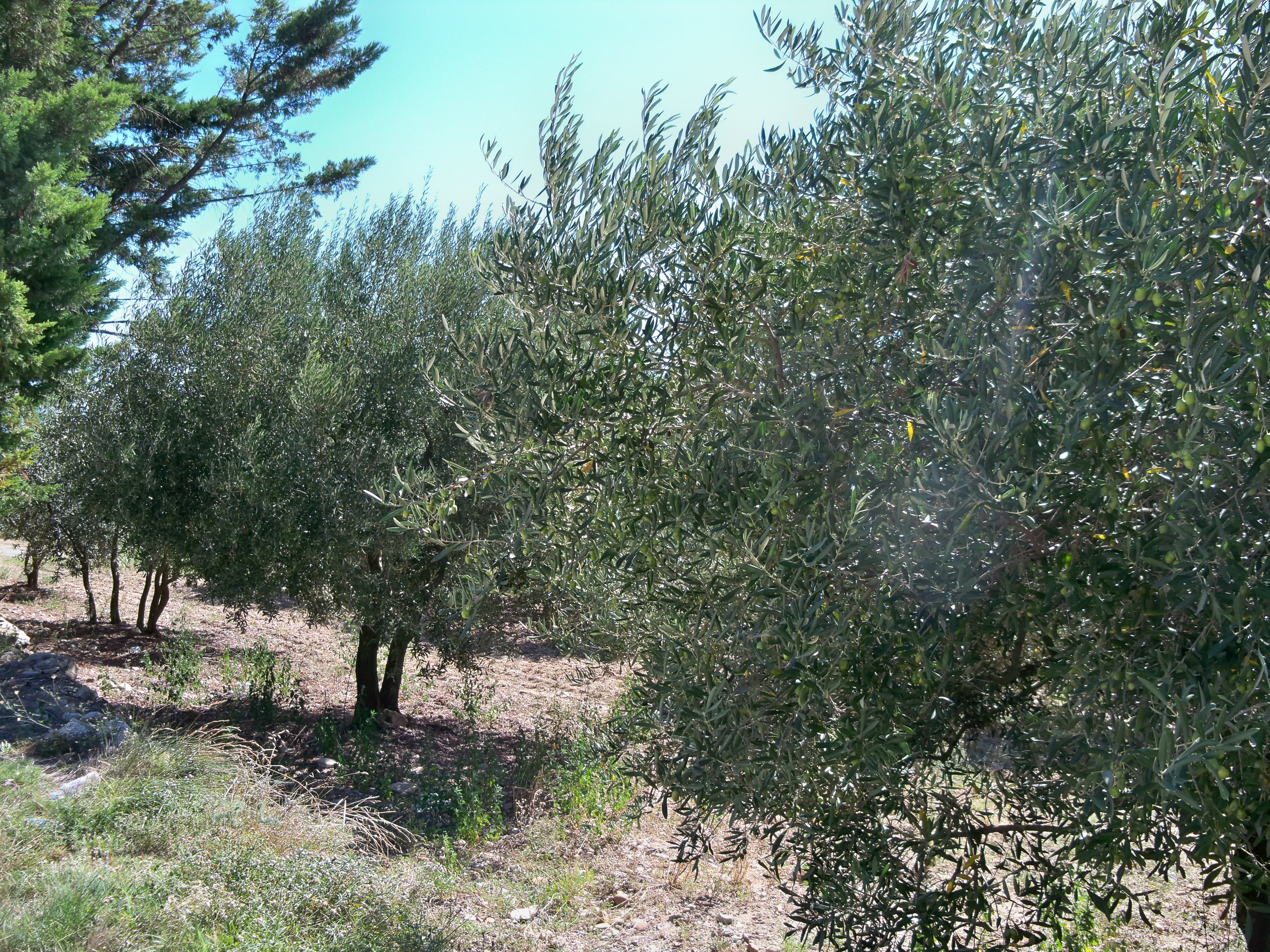
Oliveraie à Rochefort-du-Gard

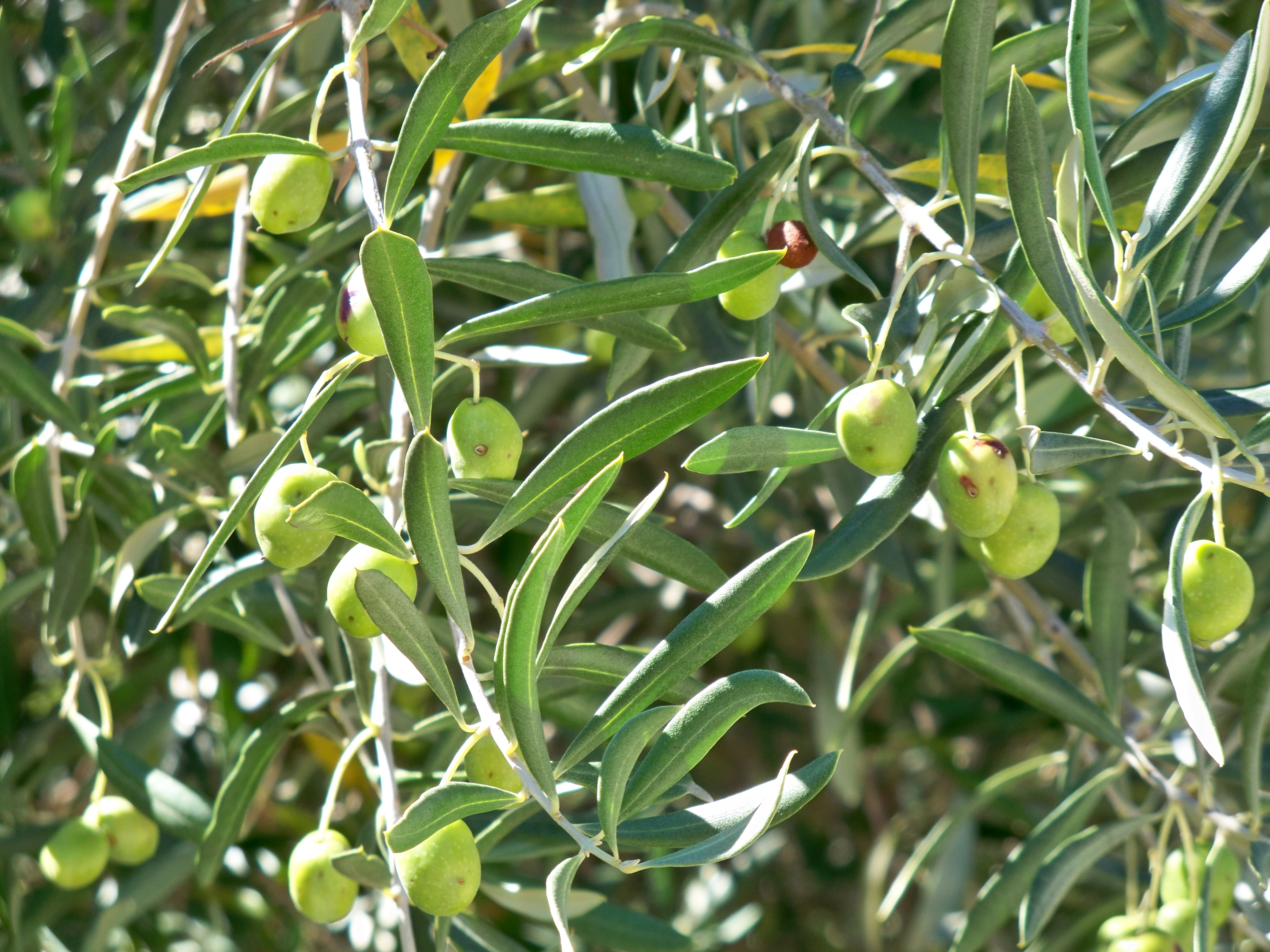
La picholine du Gard

Aigaliers, Aigremont, Aigues-Vives, Alès, Allègre-les-Fumades, Anduze, Aramon, Argilliers, Arpaillargues-et-Aureillac, Aspères, Aubais, Aubord, Aubussargues, Aujargues, Bagard, Baron, Beaucaire, Beauvoisin, Bellegarde, Belvézet, Bernis, Bezouce, Blauzac, Boisset-et-Gaujac, Boissières, Boucoiran-et-Nozières, Bouillargues, Bouquet, Bourdic, Bragassargues, Brignon, Brouzet-lès-Quissac, La Bruguière, Cabrières, La Cadière-et-Cambo, Caissargues, La Calmette, Calvisson, Canaules-et-Argentières, Cannes-et-Clairan, Cardet, Carnas, Cassagnoles, Castelnau-Valence, Castillon-du-Gard, Caveirac, Clarensac, Codognan, Collias, Collorgues, Combas, Comps, Congénies, Conqueyrac, Corconne, Crespian, Cruviers-Lascours, Deaux, Dions, Domazan, Domessargues, Durfort-et-Saint-Martin-de-Sossenac, Estézargues, Euzet, Flaux, Foissac, Fons, Fons-sur-Lussan, Fontanès, Fontarèches, Fournès, Gailhan, Gajan, Gallargues-le-Montueux, Garons, Garrigues-Sainte-Eulalie, Générac, Goudargues, Jonquières-Saint-Vincent, Junas, Langlade, Lecques, Lédenon, Lédignan, Lézan, Liouc, Logrian-Florian, Lussan, Manduel, Marguerittes, Martignargues, Maruéjols-lès-Gardon, Massanes, Massillargues-Attuech, Mauressargues, Méjannes-lès-Alès, Meynes, Milhaud, Mons, Montagnac, Montaren-et-Saint-Médiers, Monteils, Montfrin, Montignargues, Montmirat, Montpezat, Moulézan, Moussac, Mus, Nages-et-Solorgues, Ners, Nîmes, Orthoux-Sérignac-Quilhan, Parignargues, Poulx, Puechredon, Quissac, Redessan, Remoulins, Ribaute-les-Tavernes, Rochefort-du-Gard, Rodilhan, La Rouvière, Saint-Bauzély, Saint-Bénézet, Saint-Bonnet-du-Gard, Saint-Césaire-de-Gauzignan, Saint-Chaptes, Saint-Christol-lès-Alès, Saint-Clément, Saint-Côme-et-Maruéjols, Saint-Dézéry, Saint-Dionizy, Saint-Étienne-de-l'Olm, Saint-Geniès-de-Malgoirès, Saint-Gervasy, Saint-Gilles, Saint-Hilaire-d'Ozilhan, Saint-Hilaire-de-Brethmas, Saint-Hippolyte-de-Caton, Saint-Hippolyte-de-Montaigu, Saint-Hippolyte-du-Fort, Saint-Jean-de-Ceyrargues, Saint-Jean-de-Crieulon, Saint-Jean-de-Serres, Saint-Just-et-Vacquières, Saint-Laurent-la-Vernède, Saint-Mamert-du-Gard, Saint-Maurice-de-Cazevieille, Saint-Maximin, Saint-Nazaire-des-Gardies, Saint-Privat-des-Vieux, Saint-Quentin-la-Poterie, Saint-Siffret, Saint-Théodorit, Saint-Victor-des-Oules, Sainte-Anastasie, Salinelles, Sanilhac-Sagriès, Sardan, Sauve, Sauzet, Savignargues, Saze, Sernhac, Serviers-et-Labaume, Seynes, Sommières, Souvignargues, Théziers, Tornac, Uchaud, Uzès, Vallabrix, Vallérargues, Vauvert, Verfeuil, Vergèze, Vers-Pont-du-Gard, Vestric-et-Candiac, Vézénobres, Vic-le-Fesq, Villevieille.
Hérault 40 communes

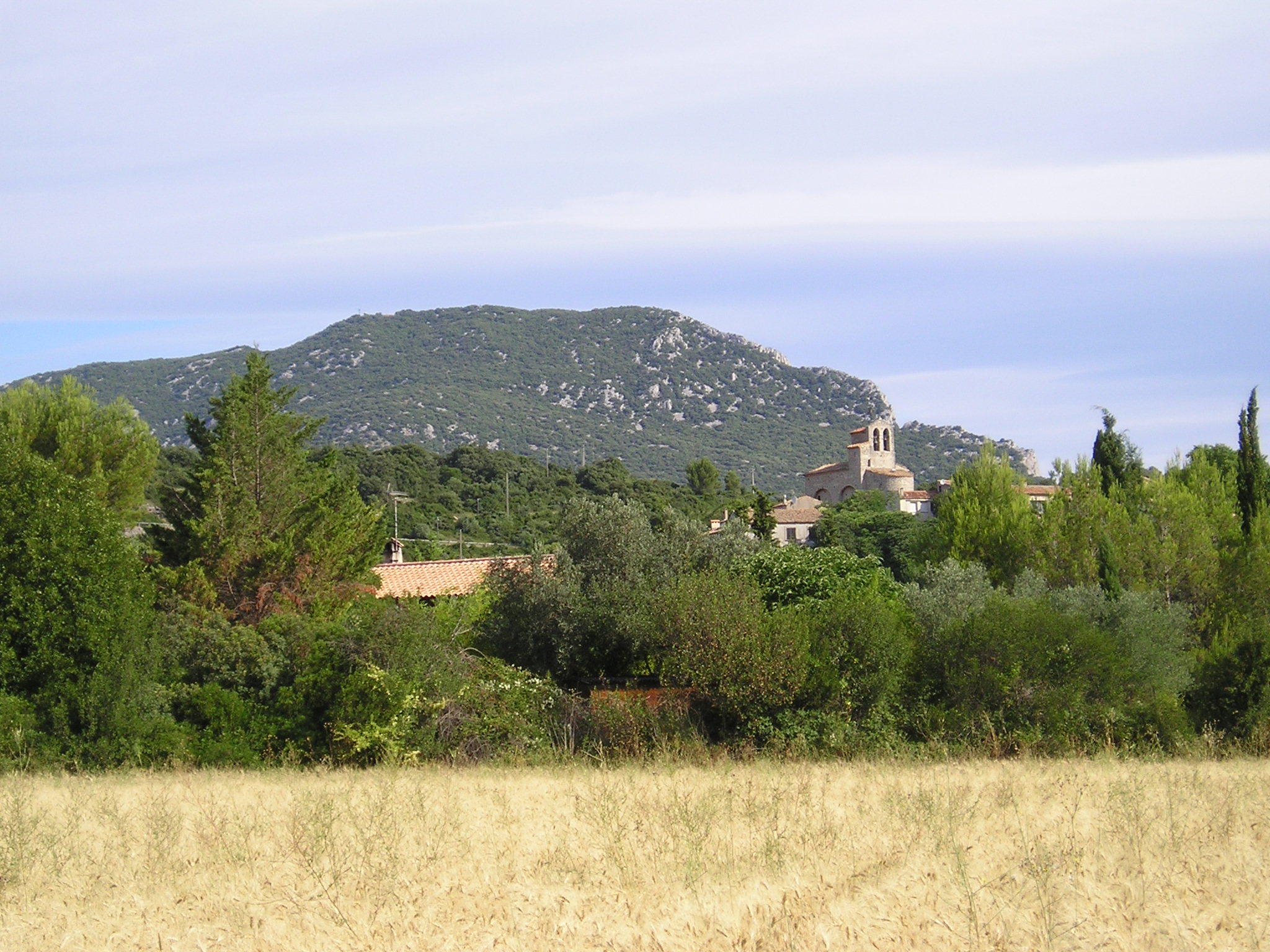
Oliveraie à Saint-Jean-de-Cuculles avec le pic Saint-Loup à l'arrière-plan

Assas, Baillargues, Beaulieu, Boisseron, Buzignargues, Campagne, Castries, Claret, Fontanès, Galargues, Garrigues, Guzargues, Lauret, Lunel, Lunel-Viel, Les Matelles, Montaud, Moulès-et-Baucels, Restinclières, Saint-Bauzille-de-Montmel, Saint-Brès, Saint-Christol, Saint-Drézéry, Saint-Geniès-des-Mourgues, Saint-Hilaire-de-Beauvoir, Saint-Jean-de-Cornies, Saint-Jean-de-Cuculles, Saint-Mathieu-de-Tréviers, Saint-Sériès, Saint-Vincent-de-Barbeyrargues, Sainte-Croix-de-Quintillargues, Saturargues, Saussines, Sauteyrargues, Sussargues, Vacquières, Valergues, Valflaunès, Vérargues, Villetelle.

## Conditions de production

### Données météorologiques
La moyenne des températures les plus basses de l'ensemble de l'année 2007 est de 10,4 °C. La moyenne des températures les plus élevées de cette même année 2007 est de 19,9 °C. Les quatre mois de juin, juillet, août et septembre, toujours de l'année 2007 donnent une moyenne de 28,5 °C. En été des pics réguliers à plus de 35 °C ne sont pas exceptionnels. Météo France a relevé la température là plus élevée à 40,6 °C le 1er août 1947 (Sur la période 1971 - 2000).
la ville de Nîmes est réputée pour être la plus chaude de France. 
| Mois                              | jan.  | fév.  | mars  | avril | mai   | juin  | jui.  | août  | sep.  | oct.  | nov.  | déc. | année   |
| --------------------------------- | ----- | ----- | ----- | ----- | ----- | ----- | ----- | ----- | ----- | ----- | ----- | ---- | ------- |
| Température minimale moyenne (°C) | 2,4   | 3,4   | 5,1   | 7,8   | 11,2  | 14,9  | 17,7  | 17,2  | 14,7  | 10,8  | 5,9   | 3    | 9,5     |
| Température moyenne (°C)          | 6,3   | 7,7   | 9,9   | 12,8  | 16,6  | 20,5  | 23,7  | 23    | 20    | 15,4  | 10    | 6,9  | 14,4    |
| Température maximale moyenne (°C) | 10,3  | 11,9  | 14,7  | 17,8  | 21,9  | 26,2  | 29,8  | 28,9  | 25,3  | 20    | 14    | 10,7 | 19,3    |
| Ensoleillement (h)                | 143,5 | 147,4 | 203,1 | 227,6 | 267,8 | 310,2 | 353,8 | 315,3 | 236,6 | 186,8 | 143,9 | 133  | 2 668,9 |
| Précipitations (mm)               | 67,7  | 70,7  | 55,9  | 59,2  | 60,9  | 38,6  | 25,3  | 51,6  | 66,8  | 131,9 | 69,2  | 64,1 | 761,9   |

Le climat de ce terroir est soumis à un rythme à quatre temps : deux saisons sèches (une brève en hiver, une très longue et accentuée en été), deux saisons pluvieuses, en automne (pluies abondantes et brutales) et au printemps. Sa spécificité est son climat méditerranéen qui constitue un atout exceptionnel :
- Le mistral assainit les oliveraies.
- La saisonnalité des pluies est très marquée.
- Les températures sont très chaudes pendant l'été.

## Variétés

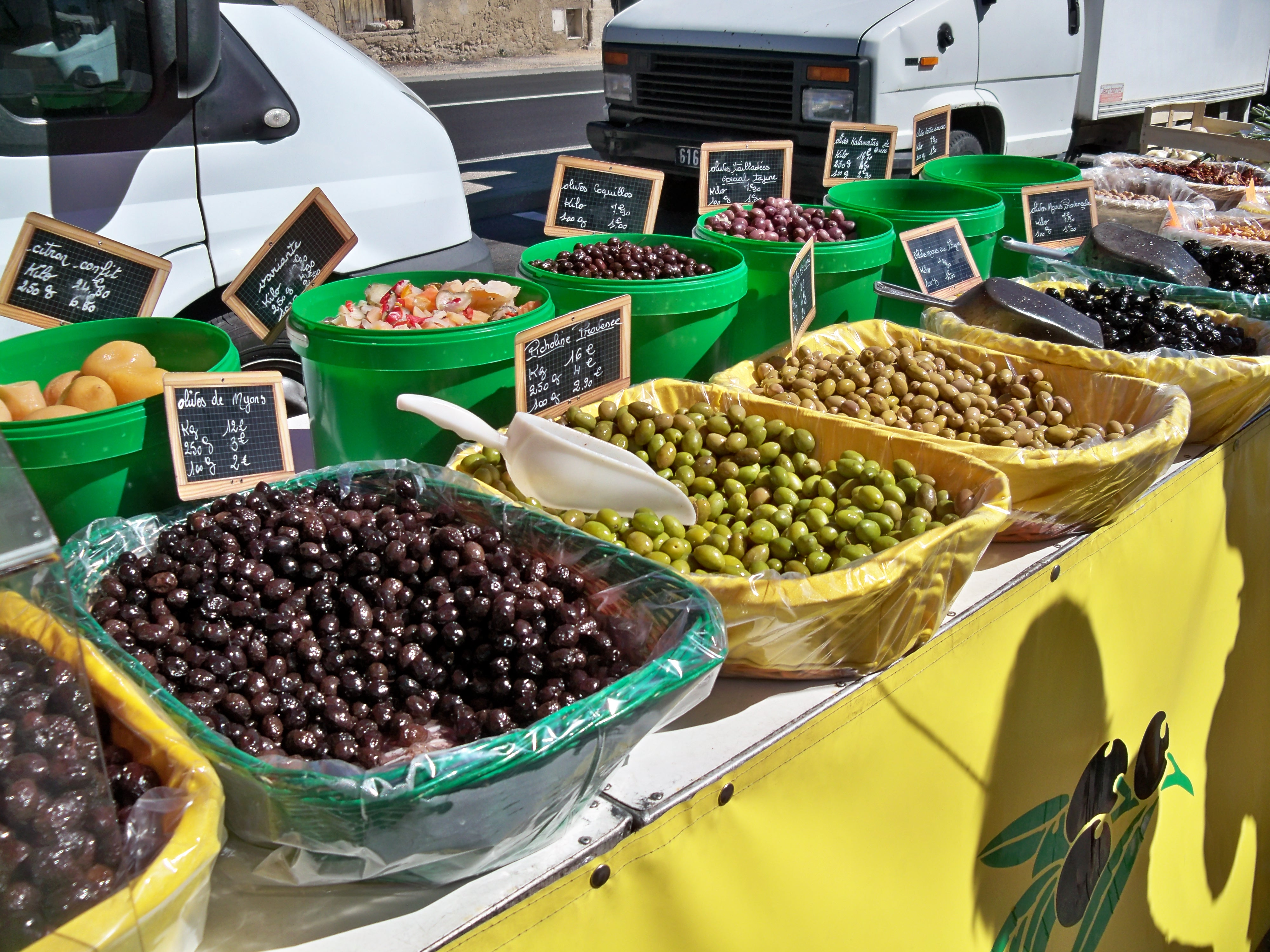
Sur un marché de Provence, picholines vertes du Gard et olives noires de Nyons

Au cours du XVIIe siècle s'installèrent à Saint-Chamas les deux frères Pescolino, d'origine italienne. Ils popularisèrent une recette pour rendre les olives consommables sans qu'elles perdent leur couleur verte. Il suffisait de les mélanger, à volume égal, avec de la cendre, de les recouvrir d'eau, puis de les placer dans une saumure aromatisée. Elles prirent le nom d'olives à la picholine. Ce nom déformé des frères Pescolino passa au XIXe siècle à une variété d'olive du Gard.

## Transformation
Les olives de Nîmes sont traitées dans le secteur de l'AOC  par un confiseur et deux mouliniers confiseurs, la confiserie Perez (les ateliers du Moulin), à Nîmes, créée en 1959, le moulin de Villevieille, dirigé par Bruno Ferières, à Villevieille et le moulin des Costières, dirigé par Fabien Jeanjean, à Saint-Gilles.